# Долинянська сільська рада (Городоцький район)
Долинянська сільська рада  — колишній орган місцевого самоврядування у Городоцькому районі Львівської області з центром у с. Долиняни.

## Загальні відомості
Історична дата утворення: в 1939 році.

## Населені пункти
Сільраді були підпорядковані населені пункти:
- с. Долиняни
- с. Вовчухи
- с. Годвишня

## Склад ради
- Сільський голова: Галів Любомир Теофільович
- Секретар сільської ради: Ксенжик Марія Іванівна
- Загальний склад ради: 16 депутатів

### Керівний склад ради
| ПІБ                       | Основні відомості                                                 | Дата обрання | Дата звільнення |
| ------------------------- | ----------------------------------------------------------------- | ------------ | --------------- |
| Галів Любомир Теофільович | Сільський голова, 1965 року народження, освіта, безпартійний      | 26.03.2006   | 31.10.2010      |
| Галів Любомир Теофільович | Сільський голова, 1965 року народження, освіта вища, безпартійний | 31.10.2010   |                 |

Примітка: таблиця складена за даними джерела

### Депутати
Результати місцевих виборів 2010 року за даними ЦВК
| № зп                                                | № округу        | Прізвище, ім'я, по батькові | Дата визнання обраним | Відомості про обраного депутата |
| Партія регіонів                                     | Партія регіонів | Партія регіонів             | Партія регіонів       | Партія регіонів |
| --------------------------------------------------- | --------------- | --------------------------- | --------------------- | --- |
| 1                                                   | 2               | Годій Олександра Григорівна | 02.11.2010            | Освіта середня, позапартійна, МКП «Шляхрембуд», гол.бухгалтер |
| 2                                                   | 9               | Стасів Михайло Михайлович   | 02.11.2010            | Освіта середня, позапартійний, Городоцький район електромереж, електромонтер                                                                                        |
| Політична партія Всеукраїнське об'єднання «Свобода» |                 |                             |                       | |
| 1                                                   | 7               | Лободзець Йосиф Франкович   | 02.11.2010            | Освіта середня, член Всеукраїнського об'єднання «Свобода», тимчасово не працює                                                                                      |
| 2                                                   | 13              | Цуньовська Ірина Богданівна | 02.11.2010            | Освіта незакінчена вища, позапартійна, Львівський нац. універ. «Львівська політехніка», студентка                                                                   |
| 3                                                   | 14              | Вергун Роман Михайлович     | 02.11.2010            | Освіта середня спеціальна, член Всеукраїнського об'єднання «Свобода», тимчасово не працює                                                                           |
| Самовисування                                       |                 |                             |                       | |
| 1                                                   | 1               | Біловус Марія Григорівна    | 02.11.2010            | Освіта середня, позапартійна, Народний дім с. Годвишня, завідувачка                                                                                                 |
| 2                                                   | 3               | Вахула Віра Михайлівна      | 02.11.2010            | Освіта середня, позапартійна, тимчасово не працює |
| 3                                                   | 4               | Цяцяк Степан Петрович       | 02.11.2010            | Освіта середня, позапартійний, тимчасово не працює |
| 4                                                   | 5               | Щур Іван Михайлович         | 02.11.2010            | Освіта середня, позапартійний, Городоцьке УЕТТ, слюсар ЕРПГ |
| 5                                                   | 6               | Стасів Любов Володимирівна  | 02.11.2010            | Освіта вища, позапартійна, Городоцький міжрайон. відділ кримінально-виконавчої інспекції Державного департаменту виконання покарань у Львівській області, начальник |
| 6                                                   | 8               | Ксенжик Марія Іванівна      | 02.11.2010            | Освіта середня, позапартійна, Долинянська сільська рада, секретар                                                                                                   |
| 7                                                   | 10              | Хома Любомира Іванівна      | 02.11.2010            | Освіта середня, позапартійна, ПА «Прикарпаття», бухг. по тваринництву                                                                                               |
| 8                                                   | 11              | Чубукова Лілія Олегівна     | 02.11.2010            | Освіта вища, позапартійна, Долинянська сільська рада, спеціаліст ІІ катег.                                                                                          |
| 9                                                   | 12              | Целень Степан Петрович      | 02.11.2010            | Освіта середня, позапартійний, с. Долиняни с. Вовчухи, настоятель парафій АПЦ                                                                                       |
| 10                                                  | 15              | Чорний Мирослав Антонович   | 02.11.2010            | Освіта середня спеціальна, позапартійний, Львівська залізниця, робітник                                                                                             |
| 11                                                  | 16              | Лилик Марія Степанівна      | 02.11.2010            | Освіта середня, позапартійна, ДПМК-1ПП «Мегаклас-1», бухгалтер-обліковець                                                                                           |